# Трофимена
Трофимена — святая дева, мученица сицилийская. Дни памяти — 5 ноября, 27 ноября (обретение мощей), 13 июля (перенесение мощей), 27 июня (чудо).
Согласно преданию, св. Трофимена была умучена её собственным отцом в городе Патти, что на Сицилии, будучи юной девой 12 или 13 лет, за желание принять святое крещение.
Предание гласит, что было видение святого ангела, провозгласившего посвящение юной девы Христу и грядущее мученичество и давшего совет не вступать в брак, вопреки мнению сложившемуся в семье. После кончины тело святой было помещено в урну, которая была предана воле морских волн. Течение отнесло урну к берегам Салерно, что на юге Италии, точнее, к городку Минори. Урна была обретена жителями Минори, которые повезли её на паре молодых бычков в присутствии Петра, епископа Амальфи (Bishop Peter of Amalfi, ок. 829 года). Там, где животные остановились, в честь святой был воздвигнут храм. Остановка животных была воспринята как знак.

## Почитание
Обретение мощей и их перемещение с почестями в городской собор Минори, согласно анонимному источнику IX века, относится к 838—839 гг, временам правления Сикарда, князя Беневенто. При перенесении мощей были явлены чудеса. Однако они почивали там недолго: князь Сикард уговорился с моряками из Амальфи о том, что для храма, который он воздвиг в Беневенто, они добудут мощи св. Варфоломея с острова Липари. Опасаясь, что Сикард также заберёт в Беневенто мощи св. Трофимены из Минори, они перенесли эти мощи к себе, в город Амальфи, где и разместили в городском соборе.
Согласно преданию, стало известно о недовольстве св. Трофимены таким перемещением её святых мощей, а также о её предупреждении о скорой кончине епископа Петра и о грядущем поругании его могилы дикими собаками. Так оно и вышло: по возвращении из удачного похода против сарацин, Сикард направил свой флот в Амальфи, где изъял святые мощи и переправил их сначала в Салерно, затем — в Беневенто. Могила епископа Петра была поругана, а его останки были брошены диким собакам.
Однако в следующем году, 839 году, Сикард был убит, и два священника из Минори тотчас отправились за святыми мощами ко князю Радельхизу и епископу Беневенто, угрожая им вечной враждой враждой с жителями Амальфи в случае отказа. До прибытия мощей святого Андрея Первозванного из Константинополя, св. Трофимена пользовалась большим почитанием по всей территории Амальфи, потому что она была единственной святой, чьи реальные мощи были доступны. Была достигнута договорённость, о возвращении большей части тела, кроме верхней части черепа. Мощи были перевезены в Минори, и ко всеобщей радости 13 июля 840 года были ревностно спрятаны внутри базилики.
В 987 году город Минори был возведён во епископство. Однако, по прошествии времени точное положение мощей было утрачено. Несмотря на целый ряд имён — Труфумена (Trufumena), Трефония (Trefonia), Феврония — 21 января 1673 года Священная Конгрегация обрядов в Риме подтвердил, что отныне святая будет числиться в календаре мучеников как Трофимена.
Епископ Сильвестр Стано приступил к реконструкции собора в конце XVIII века, а спустя несколько лет мощи были обнаружены в ночь на 27 ноября 1793 года.

## Современное почитание
Сегодня мощи св. Трофимены почивают в базилике в Минори. Средневековая церковь была построена около 700 года на оригинальном фундаменте древней Римской церкви. Она была перестроена в XII веке, и затем полностью перестроена в XVIII веке. В крипте базилики, в главном алтаре, мощи св. Трофимены пребывают с 1722 года в алебастровой урне работы скульптор Дженнаро Рагаццино (Gennaro Ragazzino).
Древняя церковь св. Трофимены по-прежнему существует в Салерно, где хранятся её мощи (верхняя часть черепа). В современном Нью-Йорке эмигранты из Минори возвели часовню в честь св. Трофимены и создали копию статуи, с которой осуществляется шествие в рамках празднования покровительницы Минори.

## Праздники
Три праздничных дня в честь св. Трофимены имеются в календарях:
5 ноября — праздник обретения её мощей в Минори в 700-х годах;
27 ноября — праздник обретения её мощей в конце XVIII века;
13 июля — почитаемое самым важным праздником воспоминание чуда избавления Минори от арабских пиратов. Город был атакован ими с моря, и по молитвам жителей ко святой Трофимене-заступнице в погожий летний день разыгралась страшная буря, разметавшая корабли атакующих.

## Святые Трофимена и Феврония
Иной раз св. Трофимену отождествляют со св. Февронией Низибийской, имя которой в латинских переводах звучит как Феврония (Phebronia), Памброния (Pambroniya), Сефрония Sephronia), Софрония (Sophronia) и Трофимена (Trofimena)